# Premiul Independent Spirit pentru cel mai bun scenariu
Premiul Independent Spirit pentru cel mai bun scenariu (în engleză Independent Spirit Award for Best Screenplay) este unul dintre premiile anuale acordate de Film Independent, o organizație non-profit dedicată filmelor independente și realizatorilor de film independenți. A fost acordat pentru prima dată în 1985, Horton Foote fiind primul câștigător al premiilor pentru The Trip to Bountiful; Foote a avut și o nominalizare la Premiul Oscar pentru cel mai bun scenariu adaptat la a 58-a ediție a Premiilor Oscar.
Categoria include atât scenarii originale, cât și adaptate. În ciuda creării categoriei Cel mai bun prim-scenariu (de debut) în 1994, scenariile de debut sunt, de asemenea, eligibile pentru a concura pentru acest premiu.
Alexander Payne este cel mai premiat scenarist din categorie cu trei premii, urmat de Neal Jimenez, Gus Van Sant și Jim Taylor cu câte două victorii. Sofia Coppola a fost prima femeie scenaristă care a câștigat premiul.

## Câștigători și nominalizări

### Anii 1980
| An   | Film                      | Primitor(i)                                                     |
| ---- | ------------------------- | --------------------------------------------------------------- |
| 1985 | The Trip to Bountiful     | Horton Foote                                                    |
| 1985 | O noapte ciudată          | Joseph Minion                                                   |
| 1985 | Sânge pentru sânge        | Joel Coen și Ethan Coen                                         |
| 1985 | O conversație seducătoare | Tom Cole                                                        |
| 1986 | Plutonul                  | Oliver Stone                                                    |
| 1986 | Catifeaua albastră        | David Lynch                                                     |
| 1986 | A Great Wall              | Peter Wang și Shirley Sun                                       |
| 1986 | Salvador                  | Oliver Stone și Richard Boyle                                   |
| 1986 | Stand by Me               | Raynold Gideon și Bruce A. Evans                                |
| 1987 | River's Edge              | Neal Jimenez                                                    |
| 1987 | Anna                      | Agnieszka Holland                                               |
| 1987 | The Dead                  | Tony Huston                                                     |
| 1987 | Matewan                   | John Sayles                                                     |
| 1987 | Swimming to Cambodia      | Spalding Gray                                                   |
| 1988 | Stand and Deliver         | Ramón Menéndez și Tom Musca                                     |
| 1988 | Five Corners              | John Patrick Shanley                                            |
| 1988 | Hairspray                 | John Waters                                                     |
| 1988 | The Moderns               | Alan Rudolph și Jon Bradshaw                                    |
| 1988 | Patti Rocks               | John Jenkins, Karen Landry, David Burton Morris și Chris Mulkey |
| 1989 | Drugstore Cowboy          | Gus Van Sant și Daniel Yost                                     |
| 1989 | 84 Charlie Mopic          | Patrick Sheane Duncan                                           |
| 1989 | Heathers                  | Daniel Waters                                                   |
| 1989 | Miracle Mile              | Steve De Jarnatt                                                |
| 1989 | Mystery Train             | Jim Jarmusch                                                    |

### Anii 1990
| An   | Film                               | Primitor(i)                             |
| ---- | ---------------------------------- | --------------------------------------- |
| 1990 | To Sleep with Anger                | Charles Burnett                         |
| 1990 | Henry: Portrait of a Serial Killer | John McNaughton și Richard Fire         |
| 1990 | Metropolitan                       | Whit Stillman                           |
| 1990 | The Plot Against Harry             | Michael Roemer                          |
| 1990 | Pump Up the Volume                 | Allan Moyle                             |
| 1991 | My Own Private Idaho               | Gus Van Sant                            |
| 1991 | Hangin' with the Homeboys          | Joseph Vásquez                          |
| 1991 | Kafka                              | Lem Dobbs                               |
| 1991 | Mindwalk                           | Floyd Byars și Fritjof Capra            |
| 1991 | The Rapture                        | Michael Tolkin                          |
| 1992 | The Waterdance                     | Neal Jimenez                            |
| 1992 | Gas Food Lodging                   | Allison Anders                          |
| 1992 | Light Sleeper                      | Paul Schrader                           |
| 1992 | A Midnight Clear                   | Keith Gordon                            |
| 1992 | One False Move                     | Billy Bob Thornton și Tom Epperson      |
| 1993 | Short Cuts                         | Robert Altman și Frank Barhydt          |
| 1993 | Combination Platter                | Edwin Baker și Tony Chan                |
| 1993 | Household Saints                   | Nancy Savoca și Richard Guay            |
| 1993 | Ruby in Paradise                   | Victor Nuñez                            |
| 1993 | The Wedding Banquet                | Ang Lee, Neil Peng și James Schamus     |
| 1994 | Pulp Fiction                       | Quentin Tarantino și Roger Avary        |
| 1994 | Bullets Over Broadway              | Woody Allen și Douglas McGrath          |
| 1994 | Eat Drink Man Woman                | Hui-Ling Wang, James Schamus și Ang Lee |
| 1994 | Mrs. Parker and the Vicious Circle | Alan Rudolph și Randy Sue Coburn        |
| 1994 | Red Rock West                      | John Dahl și Rick Dahl                  |
| 1995 | The Usual Suspects                 | Christopher McQuarrie                   |
| 1995 | Leaving Las Vegas                  | Mike Figgis                             |
| 1995 | Living in Oblivion                 | Tom DiCillo                             |
| 1995 | Safe                               | Todd Haynes                             |
| 1995 | The Secret of Roan Inish           | John Sayles                             |
| 1996 | Fargo                              | Joel Coen și Ethan Coen                 |
| 1996 | Dead Man                           | Jim Jarmusch                            |
| 1996 | Flirting with Disaster             | David O. Russell                        |
| 1996 | The Funeral                        | Nicholas St. John                       |
| 1996 | Lone Star                          | John Sayles                             |
| 1997 | Chasing Amy                        | Kevin Smith                             |
| 1997 | The Apostle                        | Robert Duvall                           |
| 1997 | Touch                              | Paul Schrader                           |
| 1997 | Ulee's Gold                        | Victor Nuñez                            |
| 1997 | Waiting for Guffman                | Christopher Guest și Eugene Levy        |
| 1998 | The Opposite of Sex                | Don Roos                                |
| 1998 | Affliction                         | Paul Schrader                           |
| 1998 | Blind Faith                        | Frank Military                          |
| 1998 | Gods and Monsters                  | Bill Condon                             |
| 1998 | The Spanish Prisoner               | David Mamet                             |
| 1999 | Election                           | Alexander Payne și Jim Taylor           |
| 1999 | Dogma                              | Kevin Smith                             |
| 1999 | Guinevere                          | Audrey Wells                            |
| 1999 | The Limey                          | Lem Dobbs                               |
| 1999 | SLC Punk!                          | James Merendino                         |

### Anii 2000
| An   | Film                                    | Primitor(i)                                          |
| ---- | --------------------------------------- | ---------------------------------------------------- |
| 2000 | You Can Count on Me                     | Kenneth Lonergan                                     |
| 2000 | Chuck & Buck                            | Mike White                                           |
| 2000 | Love & Sex                              | Valerie Breiman                                      |
| 2000 | Two Family House                        | Raymond De Felitta                                   |
| 2000 | Waking the Dead                         | Robert Dillon                                        |
| 2001 | Memento                                 | Christopher Nolan                                    |
| 2001 | The Believer                            | Henry Bean                                           |
| 2001 | In the Bedroom                          | Robert Festinger și Todd Field                       |
| 2001 | Monster's Ball                          | Milo Addica și Will Rokos                            |
| 2001 | Waking Life                             | Richard Linklater                                    |
| 2002 | The Good Girl                           | Mike White                                           |
| 2002 | Lovely & Amazing                        | Nicole Holofcener                                    |
| 2002 | Roger Dodger                            | Dylan Kidd                                           |
| 2002 | Thirteen Conversations About One Thing  | Jill Sprecher și Karen Sprecher                      |
| 2002 | Tully                                   | Hilary Birmingham și Matt Drake                      |
| 2003 | Lost in Translation                     | Sofia Coppola                                        |
| 2003 | American Splendor                       | Shari Springer Berman și Robert Pulcini              |
| 2003 | A Mighty Wind                           | Christopher Guest și Eugene Levy (...și distribuția) |
| 2003 | Pieces of April                         | Peter Hedges                                         |
| 2003 | Shattered Glass                         | Billy Ray                                            |
| 2004 | Sideways                                | Alexander Payne și Jim Taylor                        |
| 2004 | Baadasssss!                             | Mario Van Peebles și Dennis Haggerty                 |
| 2004 | Before Sunset                           | Richard Linklater, Ethan Hawke și Julie Delpy        |
| 2004 | The Door in the Floor                   | Tod Williams                                         |
| 2004 | Kinsey                                  | Bill Condon                                          |
| 2005 | Capote                                  | Dan Futterman                                        |
| 2005 | Nine Lives                              | Rodrigo García                                       |
| 2005 | The Squid and the Whale                 | Noah Baumbach                                        |
| 2005 | The Three Burials of Melquiades Estrada | Guillermo Arriaga                                    |
| 2005 | The War Within                          | Ayad Akhtar, Joseph Castelo și Tom Glynn             |
| 2006 | Thank You for Smoking                   | Jason Reitman                                        |
| 2006 | Friends with Money                      | Nicole Holofcener                                    |
| 2006 | The Illusionist                         | Neil Burger                                          |
| 2006 | The Painted Veil                        | Ron Nyswaner                                         |
| 2006 | Sorry, Haters                           | Jeff Stanzler                                        |
| 2007 | The Savages                             | Tamara Jenkins                                       |
| 2007 | The Diving Bell and the Butterfly       | Ronald Harwood                                       |
| 2007 | Starting Out in the Evening             | Fred Parnes și Andrew Wagner                         |
| 2007 | Waitress                                | Adrienne Shelly                                      |
| 2007 | Year of the Dog                         | Mike White                                           |
| 2008 | Vicky Cristina Barcelona                | Woody Allen                                          |
| 2008 | Sangre de Mi Sangre                     | Christopher Zalla                                    |
| 2008 | Savage Grace                            | Howard A. Rodman                                     |
| 2008 | Sugar                                   | Anna Boden și Ryan Fleck                             |
| 2008 | Synecdoche, New York                    | Charlie Kaufman                                      |
| 2009 | (500) Days of Summer                    | Scott Neustadter și Michael H. Weber                 |
| 2009 | Adventureland                           | Greg Mottola                                         |
| 2009 | The Last Station                        | Michael Hoffman                                      |
| 2009 | The Messenger                           | Alessandro Camon și Oren Moverman                    |
| 2009 | The Vicious Kind                        | Lee Toland Krieger                                   |

### Anii 2010
| An   | Film                                      | Primitor(i)                                              |
| ---- | ----------------------------------------- | -------------------------------------------------------- |
| 2010 | The Kids Are All Right                    | Stuart Blumberg și Lisa Cholodenko                       |
| 2010 | Life During Wartime                       | Todd Solondz                                             |
| 2010 | Please Give                               | Nicole Holofcener                                        |
| 2010 | Rabbit Hole                               | David Lindsay-Abaire                                     |
| 2010 | Winter's Bone                             | Debra Granik și Anne Rosellini                           |
| 2011 | The Descendants                           | Alexander Payne, Nat Faxon și Jim Rash                   |
| 2011 | The Artist                                | Michel Hazanavicius                                      |
| 2011 | Beginners                                 | Mike Mills                                               |
| 2011 | Footnote                                  | Joseph Cedar                                             |
| 2011 | Win Win                                   | Tom McCarthy                                             |
| 2012 | Silver Linings Playbook                   | David O. Russell                                         |
| 2012 | Keep the Lights On                        | Ira Sachs și Mauricio Zacharias                          |
| 2012 | Moonrise Kingdom                          | Wes Anderson și Roman Coppola                            |
| 2012 | Ruby Sparks                               | Zoe Kazan                                                |
| 2012 | Seven Psychopaths                         | Martin McDonagh                                          |
| 2013 | 12 Years a Slave                          | John Ridley                                              |
| 2013 | Before Midnight                           | Richard Linklater, Ethan Hawke, și Julie Delpy           |
| 2013 | Blue Jasmine                              | Woody Allen                                              |
| 2013 | Enough Said                               | Nicole Holofcener                                        |
| 2013 | The Spectacular Now                       | Scott Neustadter și Michael H. Weber                     |
| 2014 | Nightcrawler                              | Dan Gilroy                                               |
| 2014 | Big Eyes                                  | Scott Alexander și Larry Karaszewski                     |
| 2014 | Love Is Strange                           | Ira Sachs și Mauricio Zacharias                          |
| 2014 | A Most Violent Year                       | J. C. Chandor                                            |
| 2014 | Only Lovers Left Alive                    | Jim Jarmusch                                             |
| 2015 | Spotlight                                 | Tom McCarthy și Josh Singer                              |
| 2015 | Anomalisa                                 | Charlie Kaufman                                          |
| 2015 | Bone Tomahawk                             | S. Craig Zahler                                          |
| 2015 | Carol                                     | Phyllis Nagy                                             |
| 2015 | The End of the Tour                       | Donald Margulies                                         |
| 2016 | Moonlight                                 | Barry Jenkins și Tarell Alvin McCraney                   |
| 2016 | 20th Century Women                        | Mike Mills                                               |
| 2016 | Hell or High Water                        | Taylor Sheridan                                          |
| 2016 | Little Men                                | Ira Sachs și Mauricio Zacharias                          |
| 2016 | Manchester by the Sea                     | Kenneth Lonergan                                         |
| 2017 | Lady Bird                                 | Greta Gerwig                                             |
| 2017 | Beatriz at Dinner                         | Mike White                                               |
| 2017 | Get Out                                   | Jordan Peele                                             |
| 2017 | The Lovers                                | Azazel Jacobs                                            |
| 2017 | Three Billboards Outside Ebbing, Missouri | Martin McDonagh                                          |
| 2018 | Can You Ever Forgive Me?                  | Nicole Holofcener și Jeff Whitty                         |
| 2018 | Colette                                   | Richard Glatzer, Rebecca Lenkiewicz și Wash Westmoreland |
| 2018 | First Reformed                            | Paul Schrader                                            |
| 2018 | Private Life                              | Tamara Jenkins                                           |
| 2018 | Sorry to Bother You                       | Boots Riley                                              |
| 2019 | Marriage Story                            | Noah Baumbach                                            |
| 2019 | Clemency                                  | Chinonye Chukwu                                          |
| 2019 | High Flying Bird                          | Tarell Alvin McCraney                                    |
| 2019 | To Dust                                   | Jason Begue și Shawn Snyder                              |
| 2019 | Uncut Gems                                | Ronald Bronstein, Josh Safdie și Benny Safdie            |

### Anii 2020
| An   | Film                              | Primitor(i)                       |
| ---- | --------------------------------- | --------------------------------- |
| 2020 | Promising Young Woman             | Emerald Fennell                   |
| 2020 | Bad Education                     | Mike Makowsky                     |
| 2020 | The Half of It                    | Alice Wu                          |
| 2020 | Minari                            | Lee Isaac Chung                   |
| 2020 | Never Rarely Sometimes Always     | Eliza Hittman                     |
| 2021 | The Lost Daughter                 | Maggie Gyllenhaal                 |
| 2021 | C'mon C'mon                       | Mike Mills                        |
| 2021 | Swan Song                         | Todd Stephens                     |
| 2021 | Together Together                 | Nikole Beckwith                   |
| 2021 | Zola                              | Janicza Bravo și Jeremy O. Harris |
| 2022 | After Yang                        | Kogonada                          |
| 2022 | Catherine Called Birdy            | Lena Dunham                       |
| 2022 | Everything Everywhere All at Once | Daniel Kwan și Daniel Scheinert   |
| 2022 | Tár                               | Todd Field                        |
| 2022 | Women Talking                     | Sarah Polley                      |